# Pasinger Viktualienmarkt
Der Pasinger Viktualienmarkt ist einer der ständigen Märkte für 
Lebensmittel (lat. Viktualien) in München. Er findet im Stadtteil Pasing, gleich neben dem Pasinger Rathaus und der Stadtbibliothek statt.
Nachdem 2011 ein TÜV-Gutachten an Ständen Mängel bei Hygiene- und Brandschutz festgestellt hatte, wurde am 8. Mai 2018 im Kommunalausschuss die Sanierung des Marktes beschlossen. Beginn der Umbaumaßnahmen ist voraussichtlich im Jahr 2024.

## Geschichte
Die Erhebung Pasings zur Stadt 1905 ist gleichzeitig der Beginn der Geschichte des Pasinger Viktualienmarktes. Am 9. Juli 1906 beschloss der Magistrat einen Grünzeugmarkt an der südwestlichen Ecke des Pasinger Marienplatz es gegenüber dem Institut für Englische Fräulein einzurichten. Im Januar 1907 wurde durch die kgl. Regierung von Oberbayern die Genehmigung dazu erteilt. Nach einer Einigung über die äußere Gestaltung des Marktes konnte am 16. März 1907 der erste Markttag abgehalten werden.
Der Markt wurde von Beginn an gut angenommen, doch es gab nur den kleinen Kundenstamm des inneren Pasing, so dass 1908 eine Wirtschaftlichkeitsberechnung angeordnet wurde. Diese zeigte eine relativ schlechte Ertragslage des Viktualienmarktes in Pasing. Ursache dafür waren ambulante Händler, die ihre Waren am Marktrand billiger verkauften, da sie keine Abgaben zahlen mussten. Durch eine Änderung der Marktordnung wurde dieser Zustand behoben.
Der ständig zunehmende Verkehr führte dazu, dass am 15. November 1929 eine Verlegung des Marktes in den Hof des städtischen Anwesens Hindenburgstraße (Bäckerstraße) beschlossen wurde. Die Marktfieranten leisteten zunächst Widerstand, da sie Umsatzeinbußen durch den Wegfall der Laufkundschaft befürchteten. Dennoch begann die Übersiedlung des Marktes am 1. April 1930. Da die „Standl“ nicht zerlegt werden konnten, mussten sie im Ganzen auf Fuhrwerke verladen werden. Gegen die Befürchtung der Marktleute nahm der Verkaufsverkehr jedoch weiter zu, so dass auch die neue Fläche bald wieder zu klein wurde. Daher wurde beschlossen, eine feste, moderne und großzügig geplante Markthalle zu errichten, die am 2. Oktober 1937 bezogen werden konnte. In den zwölf vorhandenen Verkaufsständen wurden hauptsächlich Waren wie Obst, Beeren, Südfrüchte, Geflügel und Milch verkauft, doch auch ein Pasinger Gärtner, die Nordsee-Fischhalle und die städtische Freibank waren vertreten.
Bereits zur Eröffnung 1907 machte man sich Gedanken über einen Brunnen für den Markt. Da ein Steinbrunnen zu teuer gewesen wäre, wurde zunächst nur ein hölzernes Provisorium gebaut. Als am 2. Oktober 1937 die Markthalle an der damaligen Hindenburgstraße öffnete, wurde der in Pasing wohnende Bildhauer Hans Osel beauftragt, einen Steinbrunnen für den Pasinger Viktualienmarkt zu errichten. Sein in Bronze gegossener Knabe, das „Brunnenbuberl“, das seiner Freude über den Fang eines Hechts und einer Forelle Ausdruck gibt, wurde im Oktober 1938 aufgestellt und ziert noch heute den „Fischbrunnen“. 
Von Beginn der Eröffnung des Marktes an seinem heutigen Standort im Jahr 1937 bis heute veränderte der Pasinger Viktualienmarkt sein Aussehen nur unwesentlich, auch durch die Renovierungs- und Umbaumaßnahmen verlor er nicht seinen Charakter.

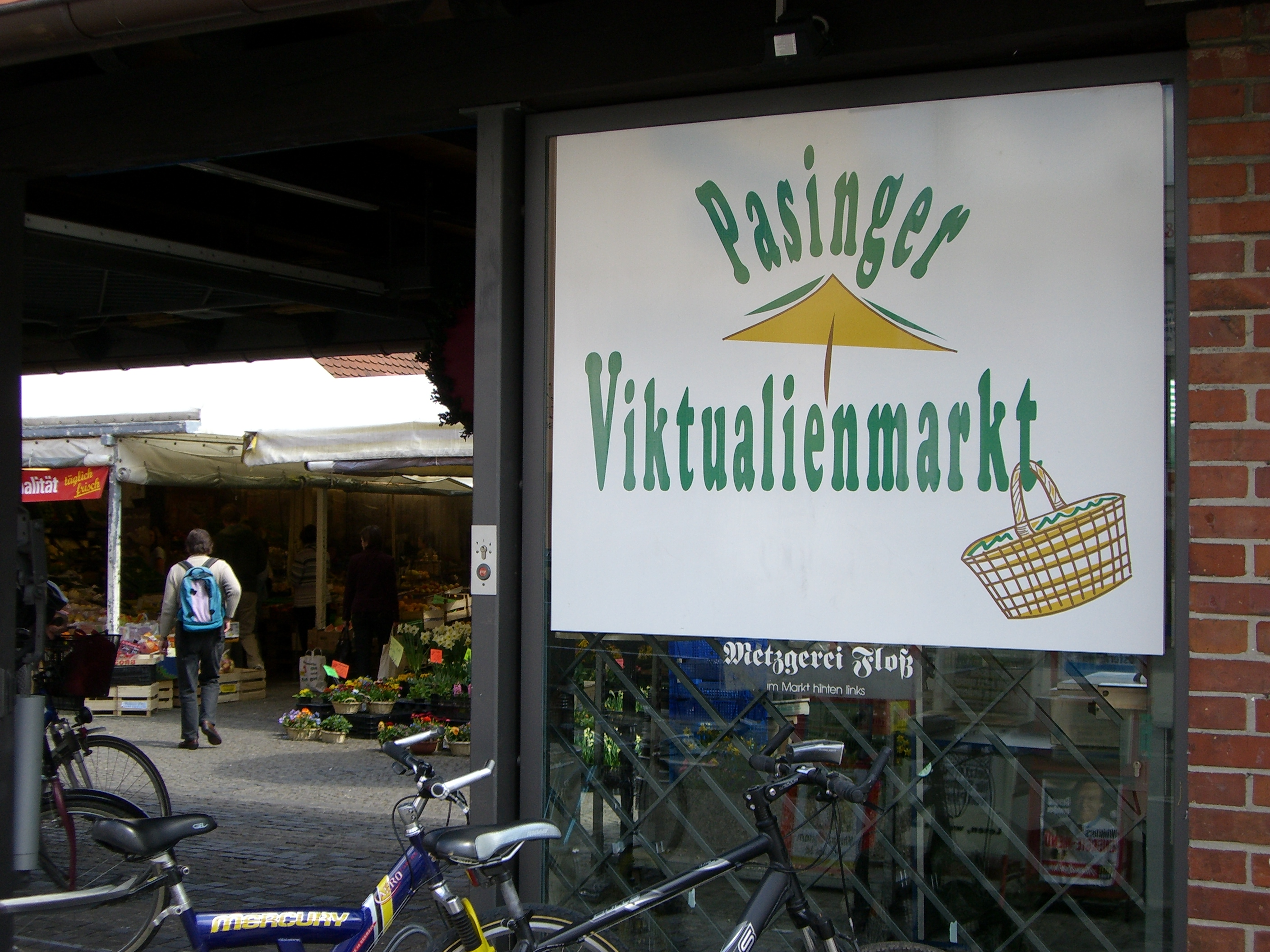
Markteingang

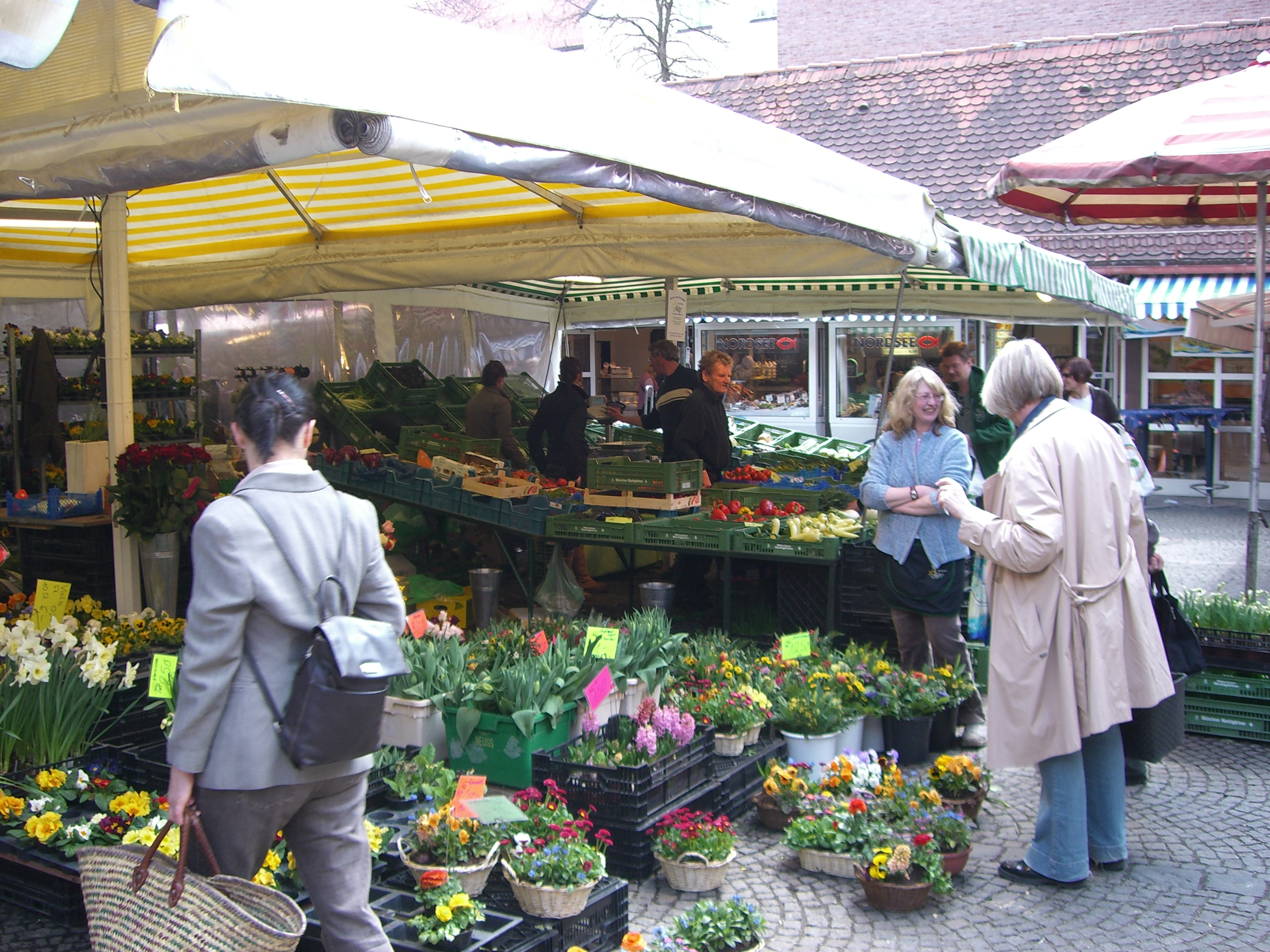
Blick auf die Stände

## Rund um den Markt
Der Markt wird im Westen durch die Bäckerstraße begrenzt. Hier befindet sich auch der Haupteingang zum Marktgelände. Nördlich befand sich ein großes Verwaltungsgebäude der AOK, ein Nachkriegsbau, der im Oktober 2009 abgerissen wurde. Zum Osten hin kann man den Markt durch einen kleinen Ausgang zur Rathausgasse verlassen. In südlicher Richtung kommt man zum Pasinger Rathaus.

## Verwaltung

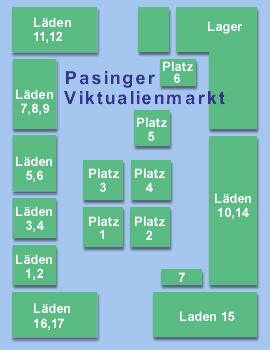
Standplan Pasinger Viktualienmarkt

Der Pasinger Viktualienmarkt wird von den Markthallen München verwaltet, einem Eigenbetrieb der Stadt München. 
Die Nutzung des Marktes für Händler, Käufer und Passanten regelt sich über die Markthallensatzung.  Diese Satzung gilt auch für den Elisabethmarkt, den Viktualienmarkt und den Wiener Markt.
Die Händler des Marktes haben keinen Mietvertrag, sondern eine so genannte Zuweisung. Dies hat zum einen historische Gründe, da der Markt Teil der Stadtverwaltung war und ist. Zum anderen ist es in der Markthallensatzung so festgelegt. Die Gebühren setzen sich zusammen aus einer Grundgebühr und einer Umsatzgebühr und richten sich nach der Gebührensatzung für die Lebensmittelmärkte. Eine pauschale Aussage über die Gebühren für einen Stand ist nicht möglich, da durch viele Faktoren (fester Stand, Schirmstand, Freistand, Keller, Sortiment) für jeden Stand praktisch eine eigene Gebühr zustande kommt. Anfragen nach einem Stand auf dem Markt kommen auf eine Vormerkliste. Wird ein Stand frei, werden die entsprechenden Vorgemerkten angeschrieben. Prinzipiell wird ein freiwerdender Stand wieder mit dem gleichen Sortiment besetzt, um das Marktgleichgewicht zu erhalten. Die Stände werden nach verschiedenen Kriterien vergeben: Konzept, Erfahrung, wirtschaftlicher Hintergrund usw.

## Sonstiges
- Der Pasinger Viktualienmarkt hat eine Gesamtfläche von 1.220 Quadratmetern und ist äußerlich seit der Eröffnung trotz Renovierungs- und Umbaumaßnahmen nahezu unverändert erhalten geblieben.
- In den 1950er- und 1960er-Jahren feierten die Pasinger hier den Faschingsdienstag; ähnlich dem Tanz der Marktfrauen auf dem Münchner Viktualienmarkt.
- Bis Anfang der 1990er-Jahre war in einem der festen Marktstände eine Filiale der Münchener Freibank untergebracht.